# Malå bibliotek

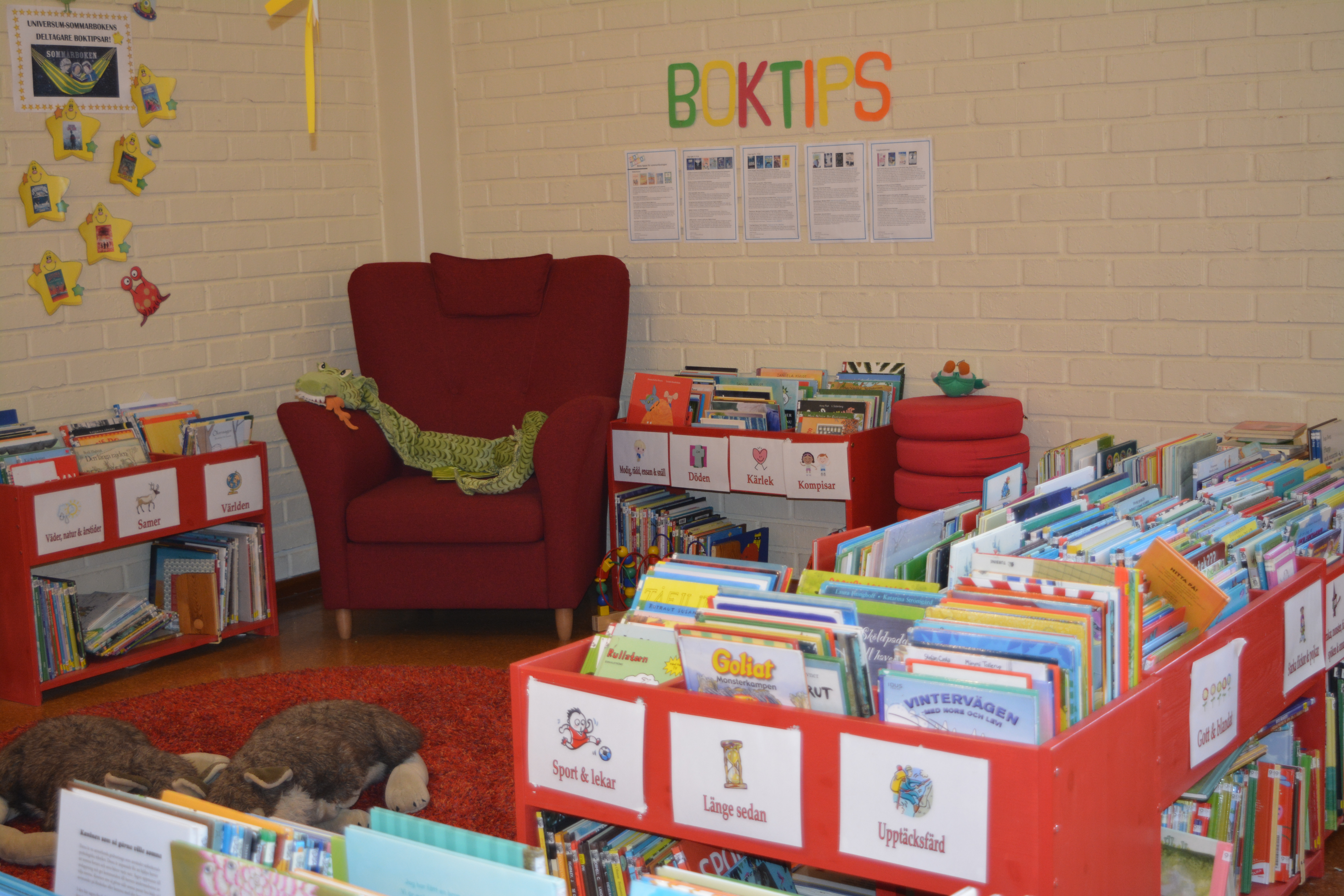
Bibliotekets barnavdelning.

Malå bibliotek är kommunbibliotek för Malå kommun och beläget i Malå.

## Historia
År 1935 öppnades ABF:s studiecirkelbibliotek i Malåträsk.  Studiecirkelbiblioteket flyttades 1939 till Olaus Tafvelius hem och den 27 oktober 1956 beslutade kommunalfullmäktige om att ta över det i kommunal regi, Malå folkbibliotek, i det gamla ålderdomshemmet. Bokbeståndet var cirka 700 band. Biblioteket flyttades 1972 till skolan och blev ett folk- och skolbibliotek.
År 2006 bildades V8-biblioteken, ett samarbete mellan de åtta inlandskommunerna i Västerbotten. I samarbetet ingick biblioteken i kommunerna  Norsjö, Lycksele, Åsele, Storuman, Vilhelmina, Sorsele och Dorotea. En barn- och skolbibliotekarietjänst inrättades i Malå 2011. Malå turistinformation flyttades till bibliotekets lokaler 2014 och bibliotekspersonalen tog emot turister via telefon och e-post samt över disk.